# Triepeolus roni
Triepeolus roni är en biart som beskrevs av Genaro 1999. Triepeolus roni ingår i släktet Triepeolus och familjen långtungebin. Inga underarter finns listade i Catalogue of Life.